# Barry Eichengreen
Barry Julian Eichengreen (* 1952 in Berkeley, Kalifornien) ist ein US-amerikanischer Wirtschaftswissenschaftler und Professor für Ökonomie und politische Wissenschaften an der University of California, Berkeley. Sein Hauptforschungsfeld sind die internationale Makroökonomie und die Geschichte des Finanzsystems.

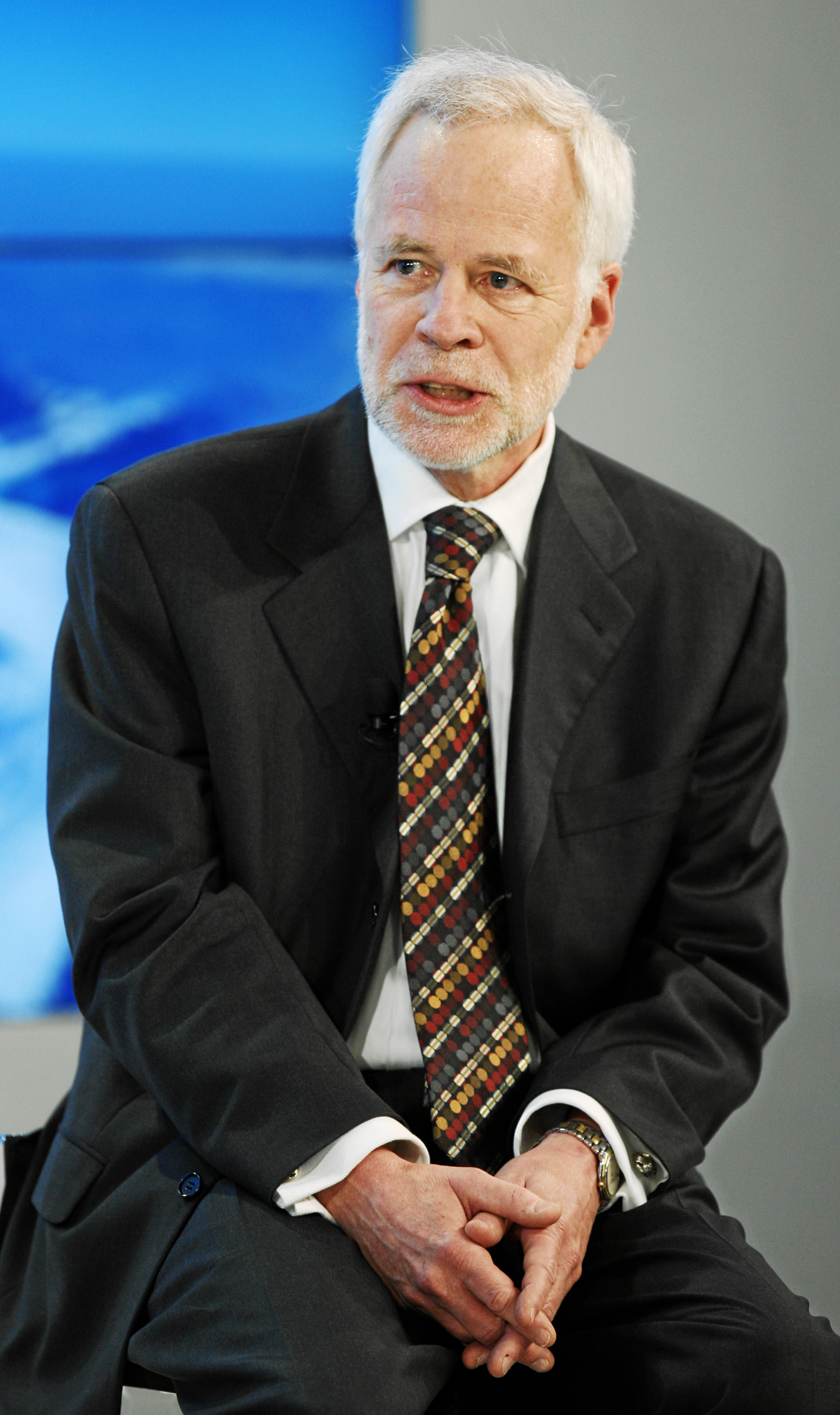
Barry Eichengreen (2012)

## Leben
Barry Eichengreen, einer der beiden Söhne von Lucille Eichengreen, wurde 1978 Master of Arts in Geschichtswissenschaften und 1979 Ph. D. in Ökonomie; jeweils von der Yale University verliehen. Er ist seit 1984 Mitglied des Centre for Economic Policy Research und seit 1986 Mitglied des National Bureau of Economic Research. Der Wirtschaftswissenschaftler war während der Asienkrise für den Internationalen Währungsfonds tätig. Dort arbeitete er an der Analyse praktischer und theoretischer Probleme der Liberalisierung der internationalen Kapitalmärkte. 1997 wurde er in die American Academy of Arts and Sciences gewählt, 2022 als korrespondierendes Mitglied in die British Academy.
Eichengreen wurde 2001 Mitglied im internationalen Beirat (International Advisory Board) des Instituts für Weltwirtschaft in Kiel. 
Am Rahmen des Copenhagen-Consensus-Projekts 2004 arbeitete er zu Möglichkeiten, die Gefahr finanzieller Instabilitäten zu reduzieren.
Er sagte 2015 in einem Interview: „Auch wenn sich Europas Wirtschaftsdaten zuletzt etwas besser entwickelt haben, bleibe ich dabei: Die Einführung des Euro war eine der größten ökonomischen Fehlentscheidungen des 20. Jahrhunderts. Sie lässt sich jedoch nicht mehr zurückdrehen, weil die Kosten für die Auflösung des Euroraums einfach zu hoch sind - selbst für Deutschland.“

## Forschung
Sein bekanntestes Werk ist das 1992 publizierte Buch „Golden Fetters: The Gold Standard and the Great Depression, 1919–1939“. 
Ben Bernanke fasste in einem seiner Bücher Eichengreens These über die Große Depression wie folgt zusammen:
… [D]ie unmittelbare Ursache der Weltwirtschaftskrise war ein strukturell fehlerhafter und schlecht geführter internationaler Goldstandard… Aus verschiedenen Gründen, unter anderem dem Wunsch der Federal Reserve, den Boom an den US-Börsen einzudämmen, wurde die Geldpolitik in mehreren großen Ländern Ende der 1920er Jahre restriktiv – eine Kontraktion, die sich durch den Goldstandard weltweit ausbreitete. Was zunächst ein leichter Deflationsprozess war, nahm an Fahrt auf, als die Banken- und Währungskrisen von 1931 einen internationalen „Wettlauf um Gold“ auslösten. Die Sterilisierung der Goldzuflüsse durch Überschussländer [USA und Frankreich], die Substitution von Devisenreserven durch Gold und Anstürme auf die Geschäftsbanken führten zu einer verstärkten Golddeckung des Geldes und in der Folge zu einem starken, unbeabsichtigten Rückgang der nationalen Geldmengen. Geldmengenkontraktionen wiederum waren eng mit sinkenden Preisen, sinkender Produktion und sinkender Beschäftigungsquote verbunden.
Effektive internationale Zusammenarbeit hätte prinzipiell eine weltweite monetäre Expansion trotz der Beschränkungen des Goldstandards ermöglichen können, doch Streitigkeiten über Reparationen und Kriegsschulden aus dem Ersten Weltkrieg sowie die Abschottung und Unerfahrenheit der Federal Reserve verhinderten dies. Infolgedessen konnten einzelne Länder dem deflationären Strudel nur durch die einseitige Aufgabe des Goldstandards und die Wiederherstellung der nationalen Währungsstabilität entkommen. Dieser Prozess zog sich stockend und unkoordiniert bis 1936 hin; dann verließen Frankreich und die anderen Goldblockländer den Goldstandard.
Eichengreens Hauptbeleg für diese These ist die Tatsache, dass sich die Wirtschaft der Länder, die den Goldstandard früher verließen, schneller erholte.
Sein Buch „Global Imbalances and the Lessons of Bretton Woods“ erschien 2006, „The European Economy Since 1945“ 2007, „Exorbitant Privilege: The Rise and Fall of the Dollar and the Future of the International Monetary System“ 2011, „The Populist Temptation: Economic Grievance and Political Reaction in the Modern Era“ 2018 und „In Defense of Public Debt“ 2021.
Seine meistzitierte Arbeit ist Shocking Aspects of European Monetary Unification (1993) von Bayoumi und Eichengreen. Darin wird argumentiert, die Europäische Union sei als einheitlicher Währungsraum weniger geeignet als die Vereinigten Staaten es sind. 
Diese Diagnose wurde 2011 bestätigt, als externe Schocks die Eurokrise auslösten.

## Schriften
- Elusive Stability: Essays in the History of International Finance 1919–1939. Cambridge University Press, 1990, ISBN 0-521-36538-4
- Golden Fetters: The Gold Standard and the Great Depression, 1919–1939. Oxford University Press, 1992, ISBN 0-19-510113-8
- International Monetary Arrangements for the 21st Century. Brookings Institution Press, 1994, ISBN 0-8157-2276-1
- Reconstructing Europe’s Trade and Payments: The European Payments Union. University of Michigan Press, 1994, ISBN 0-472-10528-0
- Globalizing Capital: A History of the International Monetary System. Princeton University Press, 1996, ISBN 0-691-02880-X; 2. Auflage ebd. 2008, ISBN 0-691-13937-7
  - Vom Goldstandard zum EURO. Die Geschichte des internationalen Währungssystems. Wagenbach, Berlin 2000, ISBN 3-8031-3603-2
- European Monetary Unification: Theory, Practice, Analysis. The MIT Press, 1997, ISBN 0-262-05054-4
- mit José De Gregorio, Takatoshi Ito & Charles Wyplosz: An Independent and Accountable IMF. Centre for Economic Policy Research, 1999, ISBN 1-898128-45-6
- Toward A New International Financial Architecture: A Practical Post-Asia Agenda. Institute for International Economics, 1999, ISBN 0-88132-270-9
- Financial Crises and What to Do About Them. Oxford University Press, 2002, ISBN 0-19-925743-4
- mit Erik Berglöf, Gérard Roland, Guido Tabellini & Charles Wyplosz:  Built to Last: A Political Architecture for Europe. CEPR, 2003, ISBN 1-898128-64-2
- Capital Flows and Crises. The MIT Press, 2004, ISBN 0-262-55059-8
- Global Imbalances and the Lessons of Bretton Woods. The MIT Press, 2006, ISBN 0-262-05084-6
- The European Economy Since 1945: Co-ordinated Capitalism and Beyond. Princeton University Press, 2008, ISBN 0-691-13848-6
- Exorbitant Privilege, Oxford University Press, New York 2010, ISBN 978-0-19-975378-9
- Hall of Mirrors: The Great Depression, The Great Recession, and the Uses-and Misuses-of History, Oxford University Press, New York 2015, ISBN 978-0-19-939200-1
  - Die großen Crashs 1929 und 2008. Warum sich Geschichte wiederholt. FinanzBuch Verlag, München 2015, ISBN 978-3-89879-890-7 (Rezension)
- The Populist Temptation: Economic Grievance and Political Reaction in the Modern Era. Oxford University Press, New York 2018, ISBN 978-0-19-086628-0.